# Trypeta intermissa
Trypeta intermissa är en tvåvingeart som beskrevs av Johann Wilhelm Meigen 1826. Trypeta intermissa ingår i släktet Trypeta och familjen borrflugor.
Artens utbredningsområde är Tyskland. Inga underarter finns listade i Catalogue of Life.